# Scharrenstraße (Riga)

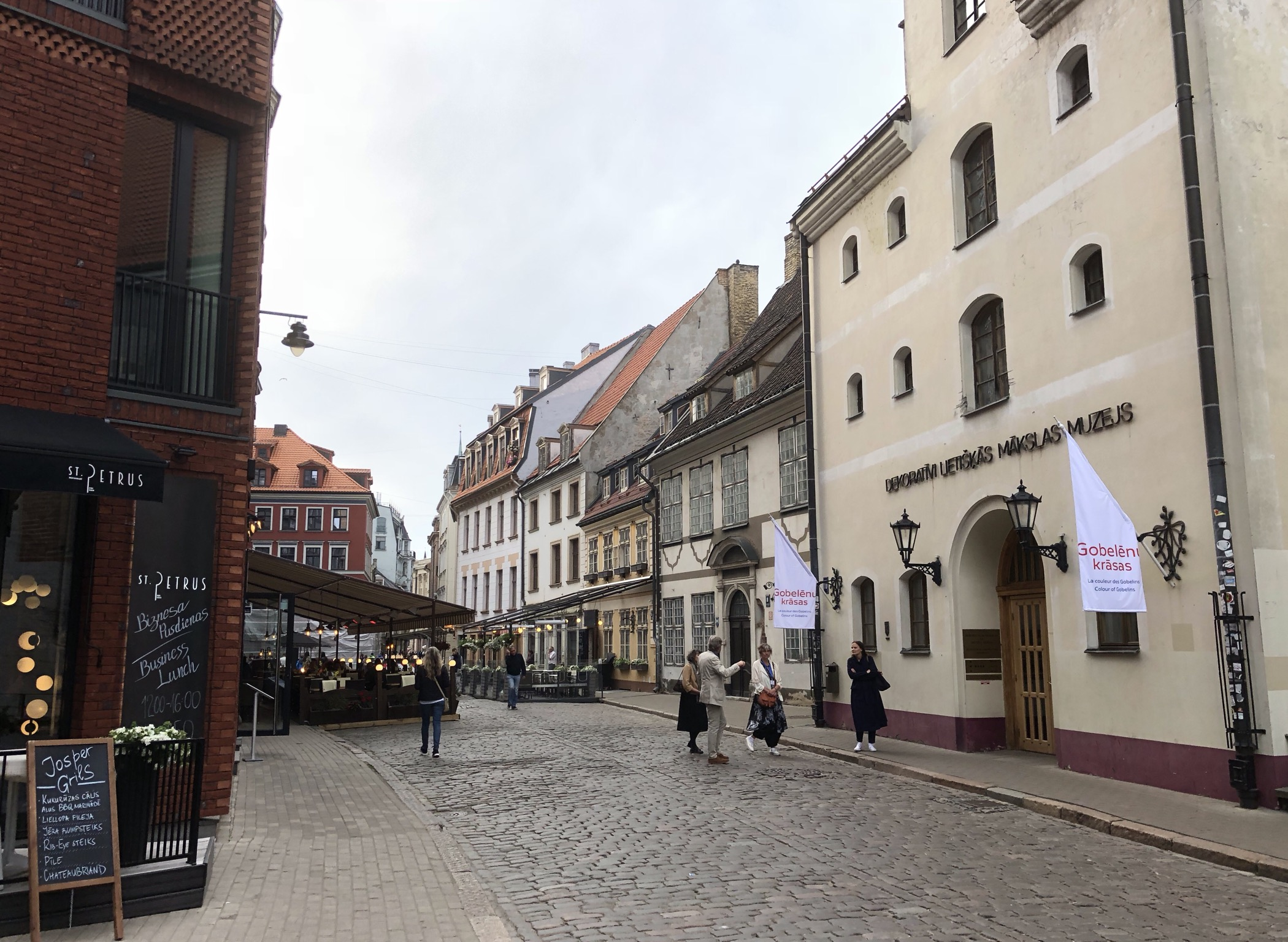
Scharrenstraße, Blick nach Nordwesten

Die Scharrenstraße (lettisch Skārņu iela) ist eine Straße in der lettischen Hauptstadt Riga.
Sie liegt in der Rigaer Altstadt und führt als Fußgängerzone von der Kalkstraße (Kaļķu iela) nach Südosten, bis sie nach einem Verlauf von 225 Metern auf die Weberstraße (Audēju iela) trifft. Nahe dem östlichen Ende mündet auf der nördlichen Seite die Johannisstraße ein.
Die Straße entstand Anfang des 13. Jahrhunderts und bildete damals den Kern der deutschen Siedlung. Eine erste urkundliche Erwähnung ist aus dem Jahr 1408 überliefert. Der Name Scharren geht auf hier zeitweise betriebene Fleischereigeschäfte zurück.
An der Scharrenstraße befinden sich mehrere Kirchenbauten, so die Petrikirche, die Johanniskirche und die Georgskirche, in der heute das Museum für dekorative Kunst und Design untergebracht ist. Weitere unter Denkmalschutz stehende Gebäude sind der Wohnkomplex Scharrenstraße 4, 6, 8 sowie der Eckens Konvent an der Adresse Scharrenstraße 20 und 22. Östlich der Scharrenstraße 22 führt auf der Nordseite der Straße ein Tordurchgang zum Konvent zum Heiligen Geist. Auf der Südseite der Scharrenstraße befindet sich vor der Petrikirche die Skulptur Die Bremer Stadtmusikanten.